# Oltrepò mantovano
L'Oltrepò mantovano è uno dei due territori della Lombardia (l'altro è l'Oltrepò pavese in provincia di Pavia) che si estendono a sud del fiume Po. I comuni situati oltre il fiume sono 16; appartengono tutti alla provincia di Mantova e il loro territorio è incuneato tra quello delle province emiliane di Reggio Emilia, Modena e Ferrara e quella veneta di Rovigo. Tra le città più importanti ci sono Gonzaga e Suzzara presso il confine con l'Emilia-Romagna. Nel territorio viene prodotto il formaggio Parmigiano Reggiano (unica zona di produzione al di fuori dell'Emilia-Romagna).

## Storia
Già in epoca romana il territorio dell'Oltrepò mantovano era occupato da piccoli insediamenti romani. La zona iniziò ad essere fortemente coltivata da questa popolazione, presenza testimoniata da numerosi reperti archeologici rinvenuti nella zona. Solo dal XV secolo il Po occupa più o meno la superficie idrica attuale. Nel Medioevo la zona era soggetta a frequenti esondazioni e i fiumi non scorrevano in argini ben definiti. Sempre nello stesso periodo storico regnante la grancontessa Matilde di Canossa fu effettuata una grande bonifica del territorio da parte dei monaci benedettini. Essi, una volta insediatisi presso il fiume costruirono l'importante abbazia di San Benedetto in Polirone, nota ancora al giorno d'oggi con l'appellativo di "Montecassino del Nord".
Solamente nel 1866, al termine della Terza Guerra di Indipendenza e grazie al plebiscito del 21 e 22 ottobre, l'Oltrepò e tutta la provincia di Mantova, entrò a far parte del giovane Regno d'Italia.
Negli anni tra il 1906 e il 1907 risale un'altra grande bonifica, questa concluse così le opere di bonifica iniziate dagli Etruschi.

## Le città e la popolazione
Nell'Oltrepò si trovano ben 16 comuni della provincia di Mantova, circa il 25% del totale (64 comuni).
Il comune più popolato è Suzzara con 21.000 abitanti, segue Gonzaga con circa 8.700 abitanti.

## Comuni dell'Oltrepò mantovano
| Comune                    | Superficie | Abitanti   |
| ------------------------- | ---------- | ---------- |
| Suzzara                   | 61,1 km²   | 21.031 ab. |
| Motteggiana               | 24,79 km²  | 2.422 ab.  |
| Pegognaga                 | 46,57 km²  | 6.886 ab.  |
| Gonzaga                   | 49,89 km²  | 8.693 ab.  |
| Moglia                    | 31,85 km²  | 5.328 ab.  |
| San Benedetto Po          | 69,94 km²  | 6.724 ab.  |
| Quistello                 | 45,44 km²  | 5.271 ab.  |
| Quingentole               | 14,38 km²  | 1.060 ab.  |
| San Giacomo delle Segnate | 15,98 km²  | 1.482 ab.  |
| San Giovanni del Dosso    | 15,4 km²   | 1.229 ab.  |
| Schivenoglia              | 12,96 km²  | 1.104 ab.  |
| Borgo Mantovano           | 41,17 km²  | 5.267 ab.  |
| Poggio Rusco              | 42,29 km²  | 6.386 ab.  |
| Borgocarbonara            | 30,50 km²  | 1.910 ab.  |
| Magnacavallo              | 28,2 km²   | 1.425 ab.  |
| Sermide e Felonica        | 79,83 km²  | 7.108 ab.  |

## Economia
L'economia è dovuta in primo luogo alla produzione agricola di riso, cereali, barbabietola, patata ecc. , tuttavia nel comune di Suzzara è presente un importante stabilimento dell'azienda IVECO, solo stabilimento in Italia in cui si producono Iveco Daily.

## Flora e fauna
Nei secoli passati grandi estensioni di foreste coprivano il territorio lungo il fiume Po. Oggigiorno invece troviamo piantagioni di pioppi. Numerose sono comunque le specie vegetali, platani, gelsi, robinie, artemisie, carpini bianchi, querce, aceri campestri, olmi, salici, canneti, ontani e piante esotiche.
È molto numerosa la fauna avicola con aironi cinerini, nitticore, cormorani, garzette, gabbiani, falchi, gufi, civette, folaga e la poiana. Inoltre vi sono numerose specie di anatre come i germani reali e lo svasso. Nel fiume si trovano il luccio, la carpa, il cavedano, l'anguilla, il siluro, la tinca ecc. Sulla terra sono invece visibili lepri, volpi e fagiani.

## Sport e divertimento
Nell'Oltrepò di Mantova si possono praticare numerosi sport, che variano dalla pesca, molto praticata grazie alla vicinanza col fiume Po e ai suoi numerosi affluenti oltre che alle zone paludose a sport praticati in aria. La zona è molto vicina inoltre a numerosi parchi di divertimento.

## Fiere
Ogni anno si svolge a Gonzaga la Fiera Millenaria. Essa è una fiera agricola e zootecnica le cui prime tracce risalgono al IX Secolo. Le prime notizie documentate risalgono al 1488, anno in cui avvenne un fatto miracoloso. Francesco II Gonzaga cadde da cavallo rischiando la vita, nei pressi della sua tenuta estiva di Gonzaga, ma come per miracolo rimase incolume. Fu così grato alla Madonna che volle dedicarle un giorno di festa, l'8 settembre, giorno della sua natività e la costruzione del convento di Santa Maria, oggi adibito a biblioteca comunale.

## Gastronomia

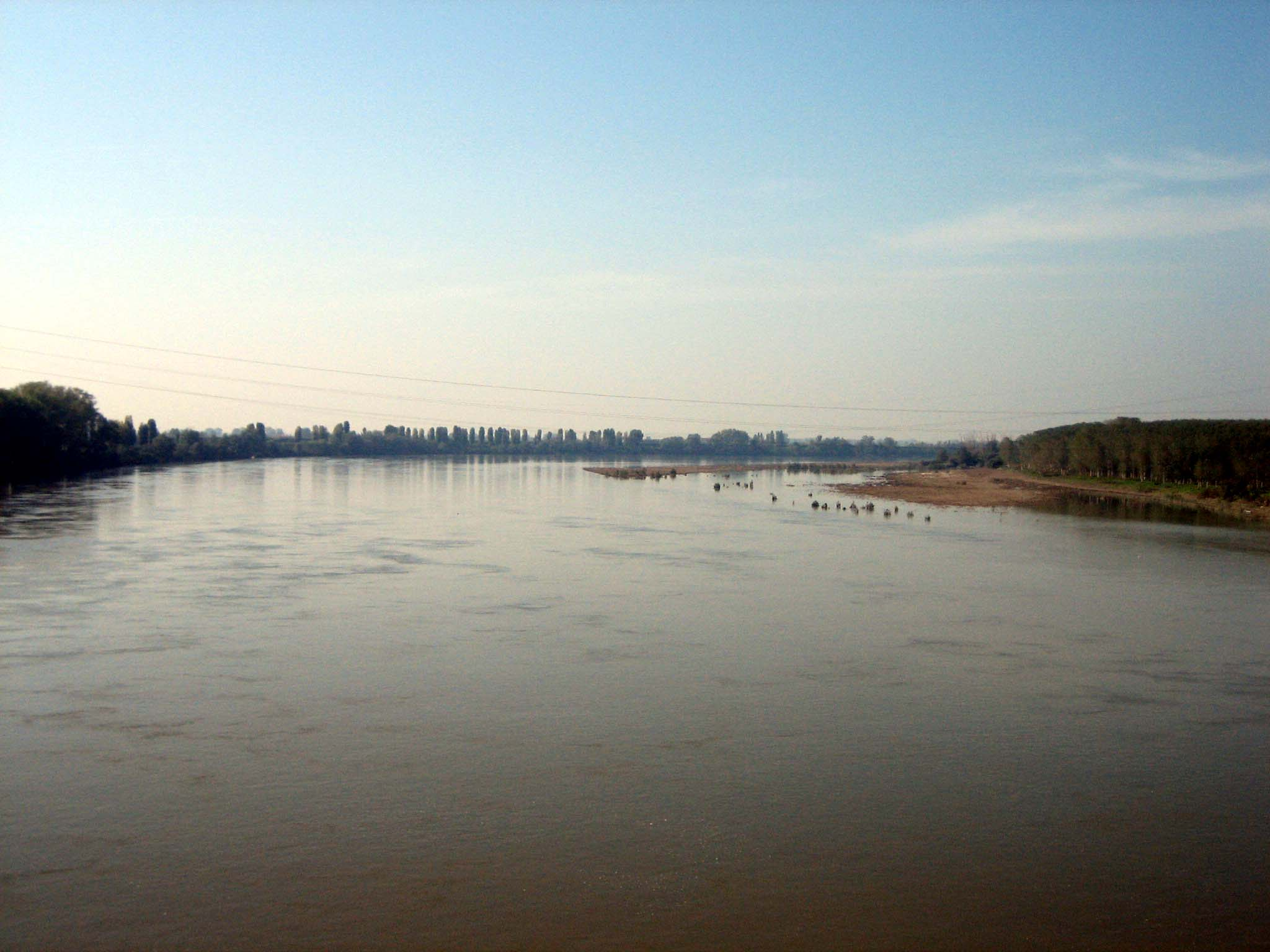
Il fiume Po presso Motteggiana

- Turtèl sguasaròt

## Infrastrutture e trasporti

### Strade
La zona è attraversata dalla A22 Brennero-Modena, che ne rappresenta l'asse viario più importante: il casello di accesso si trova a Pegognaga. 

Sono presenti poi strade minori a livello provinciale.

### Ferrovie
Il territorio dell'Oltrepò Mantovano è attraversato da alcune ferrovie:
- Linea Bologna-Verona: che prevede le fermata nella stazione di Poggio Rusco[1]
- Linea Suzzara-Ferrara, che prevede le seguenti fermate a Pegognaga, San Benedetto Po, Quistello, San Rocco Mantovano, Schivenoglia, Poggio Rusco (incrocio con al linea Bologna-Verona), Magnacavallo, Vallazza-Carbonara Po, Sermide e Felonica[1].
- Linea Mantova-Modena: che prevede le fermate di Gonzaga-Reggiolo, Palidano e Suzzara.

### Piste ciclabili
Nel territorio sono presenti circa 470 Km di percorsi ciclabili europei e locali.
- Eurovelo 7 (Ciclovia del Sole)[2]
- Eurovelo 8[2][3] che segue l'argine del fiume Po, partendo da Suzzara e arrivando a Quatrelle (Sermide e Felonica).

Itinerari ciclabili locali dell'Oltrepò Mantovano alla scoperta del territorio.
- Itinerario 1: Il Grande Fiume e i parchi dell’Oltrepò (Luzzara, Tabellano, Motteggiana, Portiolo, San Benedetto Po, Quingentole, Pieve di Coriano, Revere, Borgofranco sul Po, Carbonara di Po, Sermide, Felonica, Stellata)[4]
- Itinerario 2: Alla ricerca del vero Po (Suzzara, meandro di Torricella, Motteggiana, Villa Saviola, Pegognaga, Polesine, Gonzaga, Begozzo, Palidano, Suzzara)[4]
- Itinerario 3: I monaci, il Secchia e le acque San Benedetto Po (Zovo, Moglia, Bondanello, Mirasole, Gorgo, San Benedetto Po)[4]
- Itinerario 4: I Gonzaga e i palazzi del potere nell’Oltrepò (Revere, Pieve di Coriano, Quingentole, Quistello, San Giacomo delle Segnate, San Giovanni del Dosso, Villa Poma, Parolare, Revere)[4]
- Itinerario 5: I sapori dell’Oltrepò (Sermide, Santa Croce, Dragoncello, Poggio Rusco, Quattrocase, Bonizzo, Borgofranco, Carbonara, Moglia di Sermide, Sermide)[4]
- Itinerario 6: Lungo le vie alzaie (Moglia di Sermide, Canale di Revere, Chiavica Vallazza, Canale di Fossalta, Canale Emissario dell’Agro Mantovano Reggiano, Moglia di Sermide)[4]
- Itinerario 7: Matilde e il confine Estense (Felonica, Quatrelle, Stellata, Quatrelle, Zerbinate, Felonica)[4]
- Itinerario 8: Il Giro delle Foci (Ostiglia, Revere, Quingentole, Foce Secchia, Mirasole, Correggio Micheli, Governolo, Sacchetta, Sustinente, Serravalle, Ostiglia)[4]